# Závod
Závod je organizační forma jednorázové sportovní soutěže. Závody se vypisují v individuálních sportech. V závodě soutěžící obvykle zkoušejí dosáhnout určitých úkolů v co nejkratším čase. Nejběžnější závod představuje překonávání určité vzdálenosti, ale mohou to být i jiné úkoly vyžadující rychlost.
Základní formou závodu je automobilový závod na určitou vzdálenost. Závody jsou často pořádány v běhu, na jízdních kolech, v automobilech, lodích, letadlech, nebo na zvířatech, např. koních.
Závod může znamenat pouze jízdu od startu až do cíle, nebo může být proložen různými úkoly.

## Člověk
Člověk obvykle používá pouze své vlastní svaly, vlastní um a dovednosti.
- běh
  - přespolní běh
  - maratonský běh
  - silniční běh
  - dráhový běh v lehké atletice
  - běh do vrchu
  - orientační běh
- kombinované sporty, např. moderní pětiboj, biatlon, triatlon
- chůze
- plavání
  - skoky do vody
  - synchronizované plavání
  - dálkové plavání
  - bazénové plavání
  - potápěčské závody
- gymnastika, umělecká gymnastika
- sportovní střelba
- lukostřelba
- vzpírání
- sportovní aerobic
- sportovní tanec

## Jízdní kolo
- silniční cyklistika (např. Závod míru, Tour de France)
- dráhová cyklistika
- horská cyklistika
- BMX

## Lyže
- alpské lyžování např. slalom nebo sjezdové lyžování
- běh na lyžích
- rychlostní lyžování
- akrobatické lyžování

## Brusle
- rychlobruslení
- krasobruslení

## Zvířata
Závodí buď zvířata sama, nebo s člověkem jako jezdcem nebo vodičem.
- velbloudí dostih
- agility
- psí spřežení
- chrtí dostihy
- jezdectví
- hon na lišku
- dostihový sport
  - klusácké dostihy
  - steeplechase
  - rovinové dostihy
  - dostihy přes proutěné překážky
- závod poštovních holubů
- pštrosí závod
- hlemýždí závod
- sloní závod

## Letadla
- letecký závod
  - závody v balonovém létání
  - závody větroňů
  - letecká akrobacie
  - parašutismus

## Motorizované závody
Pozemní dopravní prostředky poháněné motorem – motoristický sport
- automobilový závod
  - závody terénních vozů
  - autokros
  - dragstery
  - tractor pulling (závody traktorů)
  - závody tahačů
  - Formule 1
  - A1 grand prix
  - offroad
  - závody sériově vyráběných vozů
  - závody automobilů do vrchu
  - rallye
  - závod motokár
- motocyklový závod
  - motokros
  - enduro
  - silniční motocyklové závody

## Lodě
- jachtařské závody
- závody motorových člunů
- závody vodních skútrů
- rychlostní kanoistika
- veslařské závody
- kanoistika na divoké vodě
- rafting

## Vznášedla
- závody vznášedel